# سوق الطيب
سوق الطيب هو أحد الأسواق الأسبوعية المفتوحة (في الهواء الطلق) للمزارعين في لبنان وتتخصص في المنتجات الغذائية العضوية. يقام المعرض كل يوم سبت في وسط بيروت في أسواق بيروت، شارع طرابلس من الساعة 9 صباحا حتى 2 ظهرا. يتم تنظيم وإداره السوق من قبل تعاونية غير ربحية مقرها الرئيسي في 226، شارع غورو في جميزه. وتمتد التعاونات إلى المناطق والديانات والطوائف اللبنانية. يتلقى سوق الطيب التمويل من الحكومات الأوروبية ومن المجموعات غير الحكومية.  ووفقا لصحيفة لوس انجليس تايمز، تبرعت الحكومة الإيطالية ب600 ألف دولار لمشاريع ذات صلة بالأغذية في لبنان بعد حرب 2006.

## روابط خارجية
- Souk el Tayeb Website